# Calvaire de Pontchâteau
Le calvaire de Pontchâteau est un monument catholique situé à Pontchâteau, dans la Loire-Atlantique (France), sanctuaire du Diocèse de Nantes.

## Histoire

### Construction
Le calvaire actuel est édifié au cours du XIXe siècle, dans le contexte de recharge sacrale, à l'initiative du père de Montfort. Il comprend un chemin de croix avec personnages : un groupe important rappelle l’Ascension ; des grottes représentant Bethléem, l’Agonie ; il est complété par une Scala Santa de 1891, œuvre de Joseph Vallet ; le calvaire de Pontchâteau est le plus fréquenté de France ; de la butte artificielle sur laquelle s’élève le calvaire proprement dit, on fait un tour d’horizon complet embrassant la Brière, la Bretesche, la forêt du Gâvre et les rives de la Loire.

### Les fresques
Les fresques du calvaire de Pontchâteau, réalisées par Paul Lemasson, décorent les murs du « Temple de Jérusalem », construit en 1933 pour le Jubilé de la Rédemption. Ces fresques illustrent des scènes importantes de la vie de Jésus-Christ, telles que le recouvrement de Jésus au Temple, la présentation de Jésus au Temple, la rencontre avec la femme adultère, l’entrée triomphale de Jésus à Jérusalem, ainsi que Jésus se lamentant sur Jérusalem. D’autres fresques représentent l’obole de la pauvre veuve, Jésus chassant les vendeurs du Temple et l'impôt dû à César. Ces œuvres ont une fonction catéchétique et sont considérées comme un ensemble artistique majeur, alliant qualité picturale et pédagogie religieuse.

## Architecture

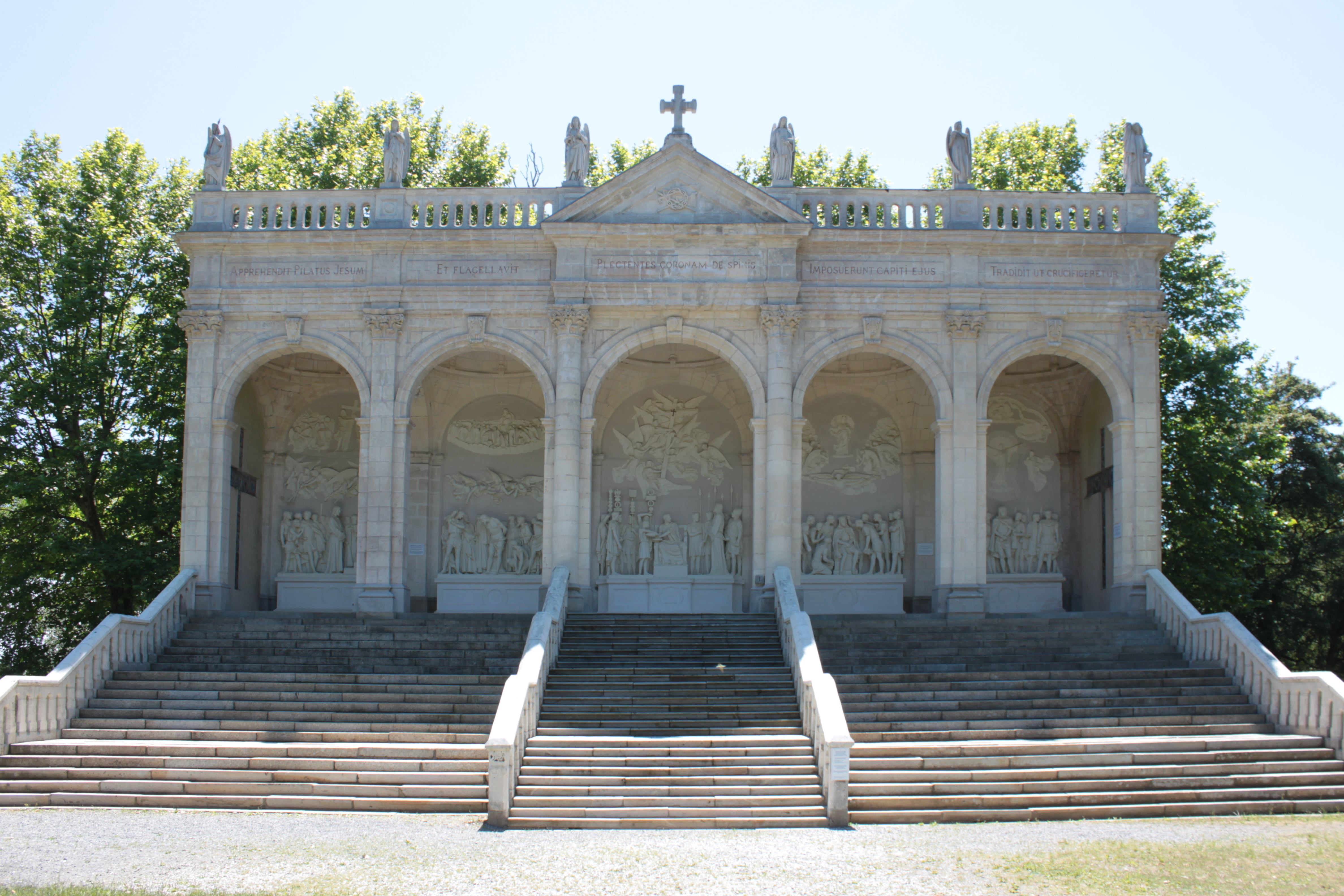
Scala Sancta de Pontchâteau
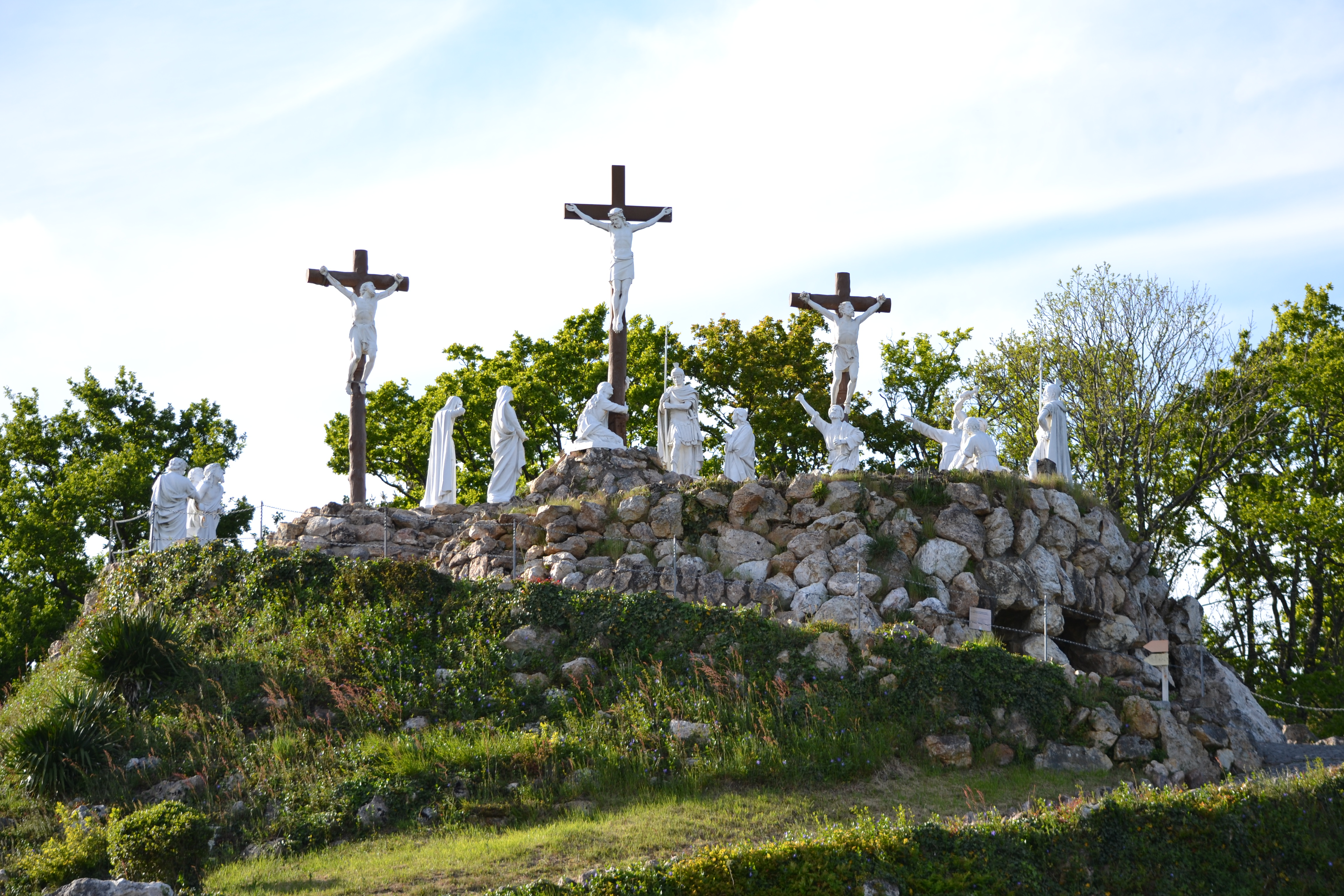
Chemin de croix du calvaire de Pontchâteau.
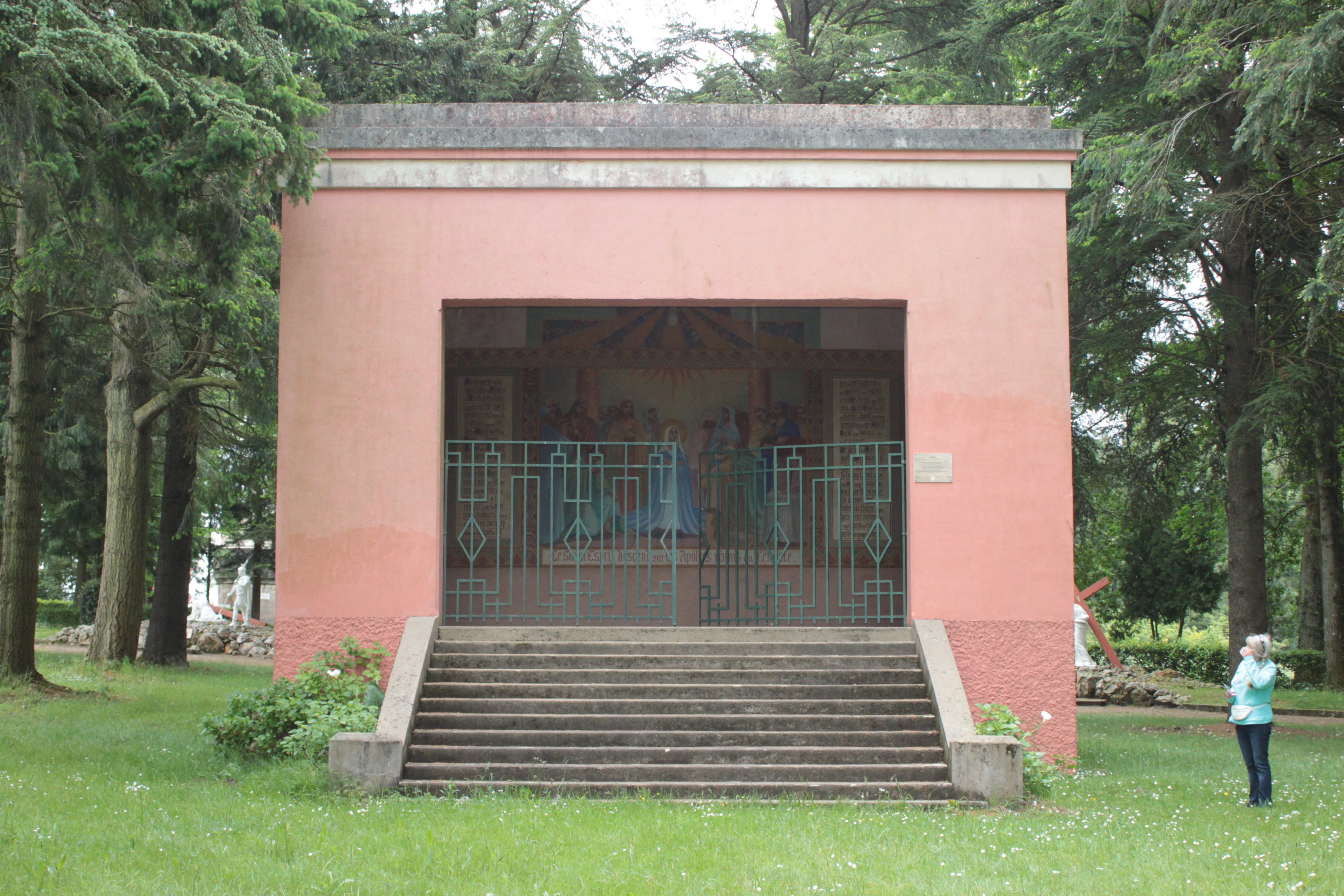
Cénacle de Pontchâteau.
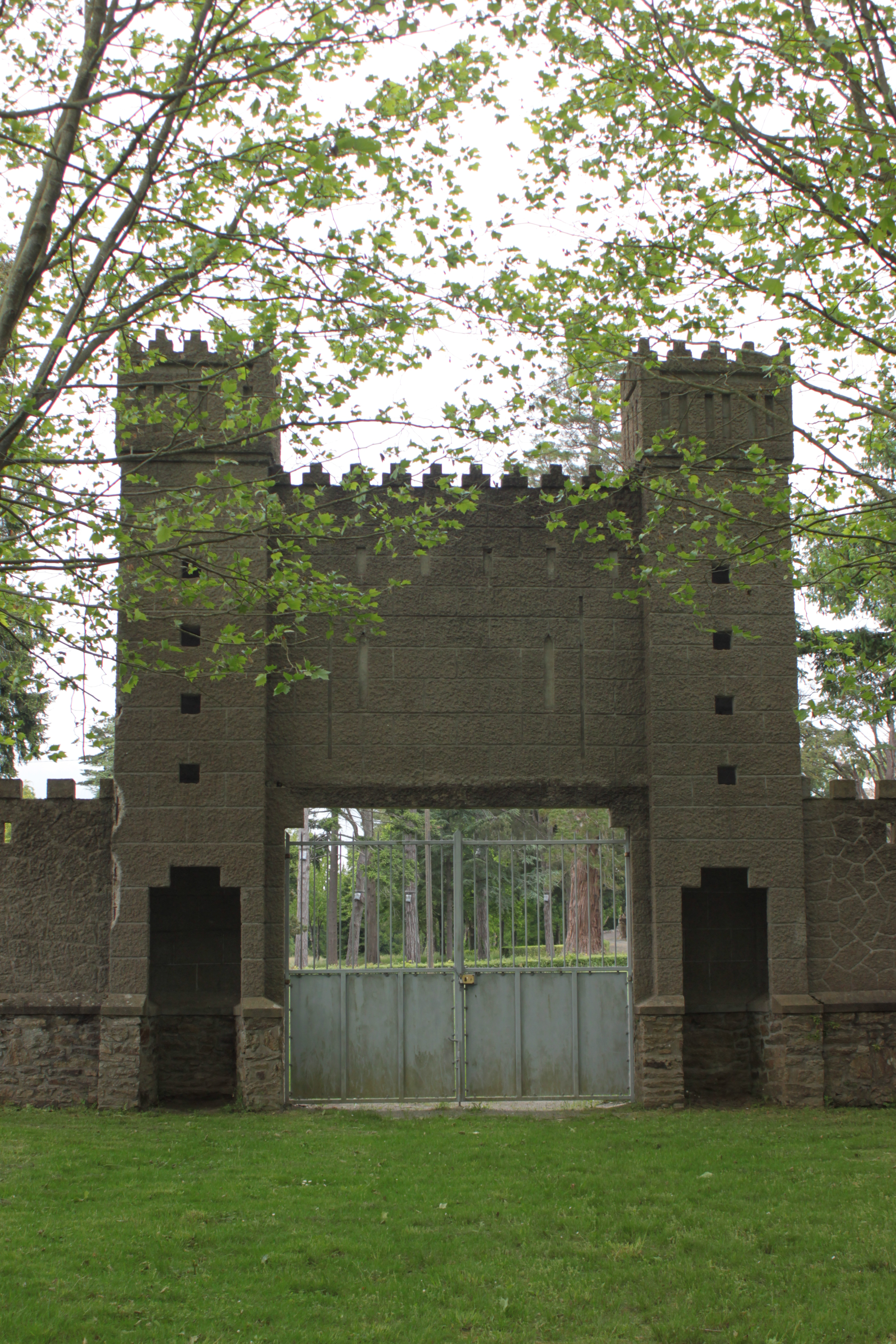
Temple de Jérusalem de Pontchâteau.
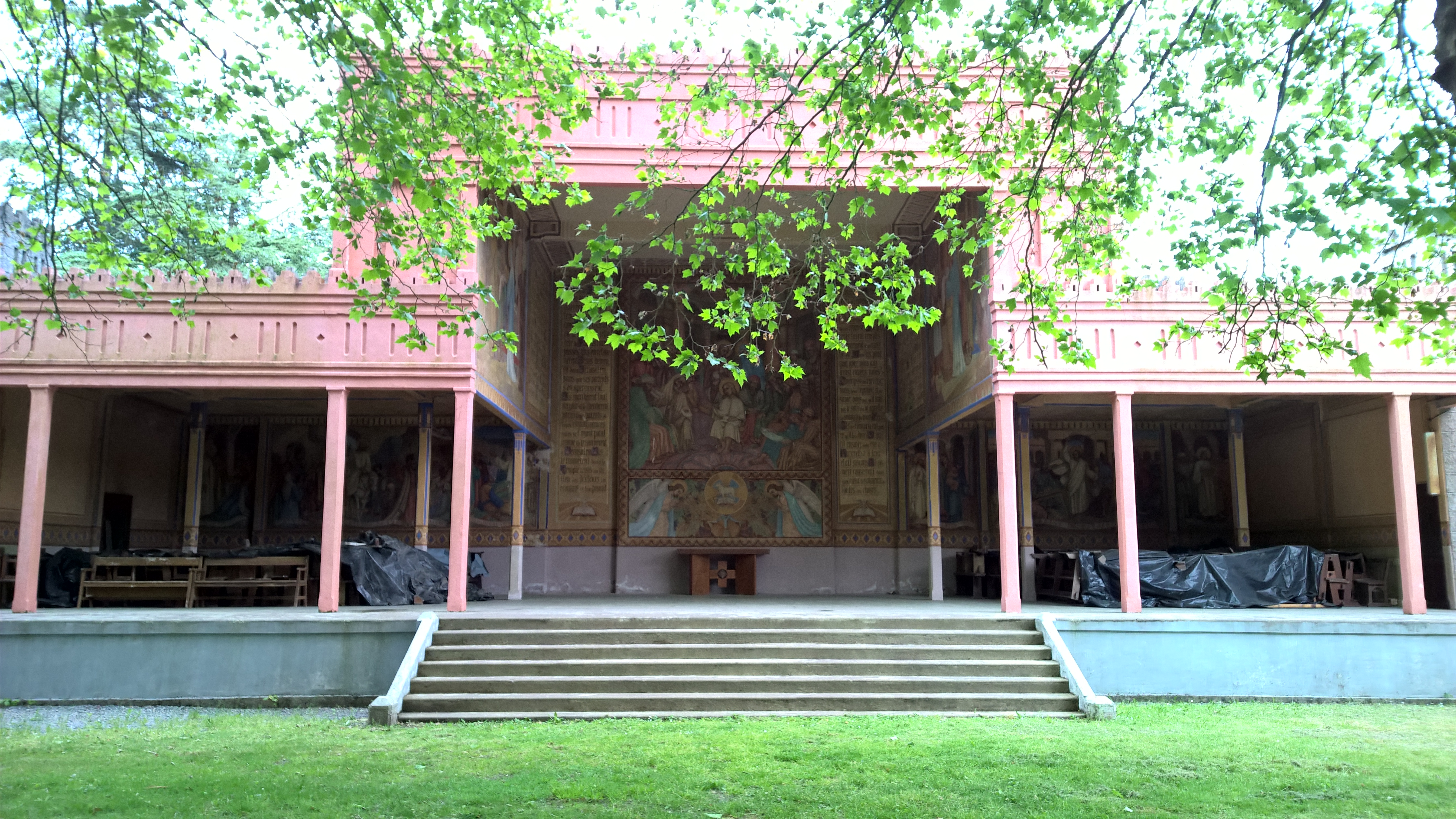
Temple de Jérusalem de Pontchâteau.
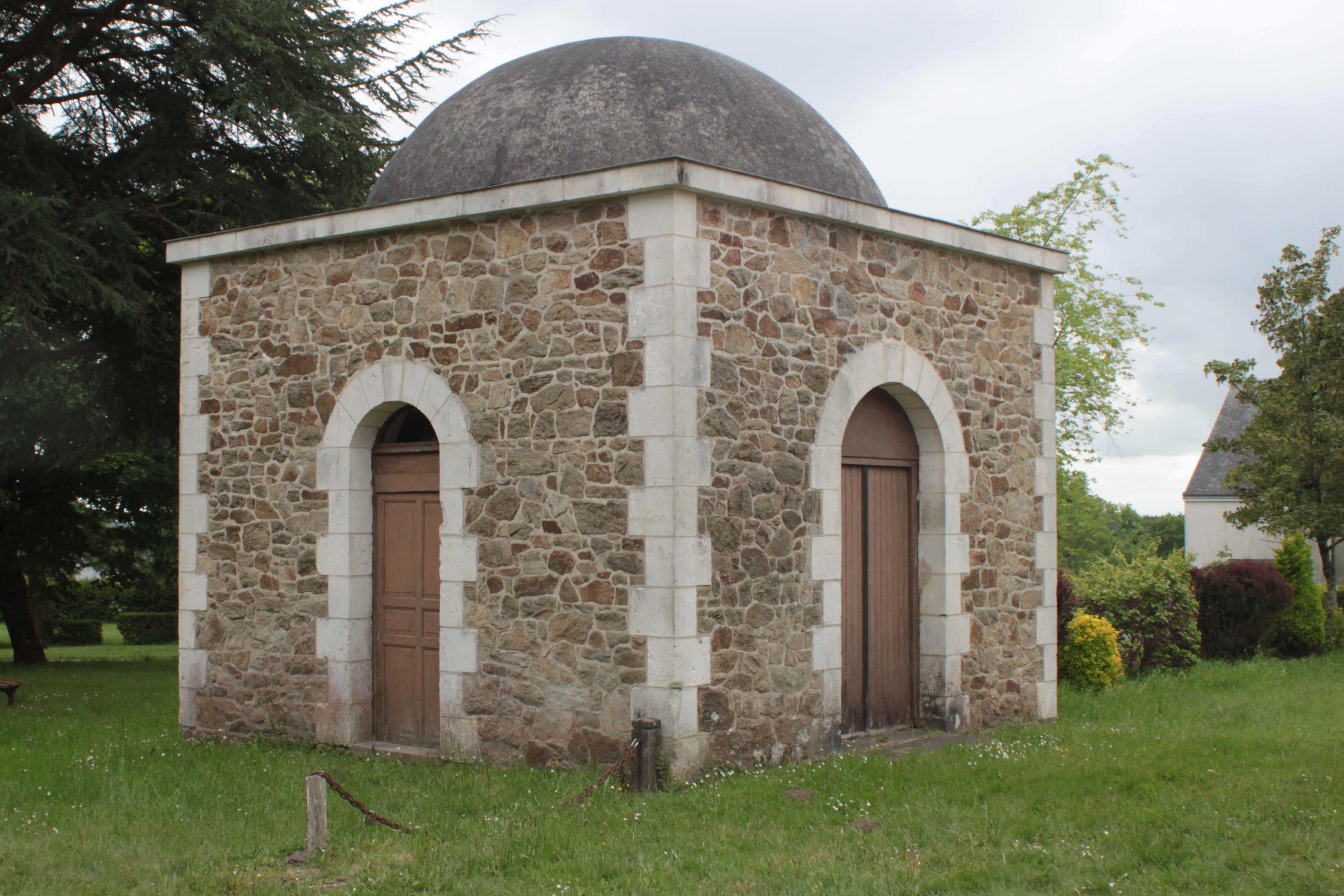
Temple de l'Ancienne Visitation de Pontchâteau.
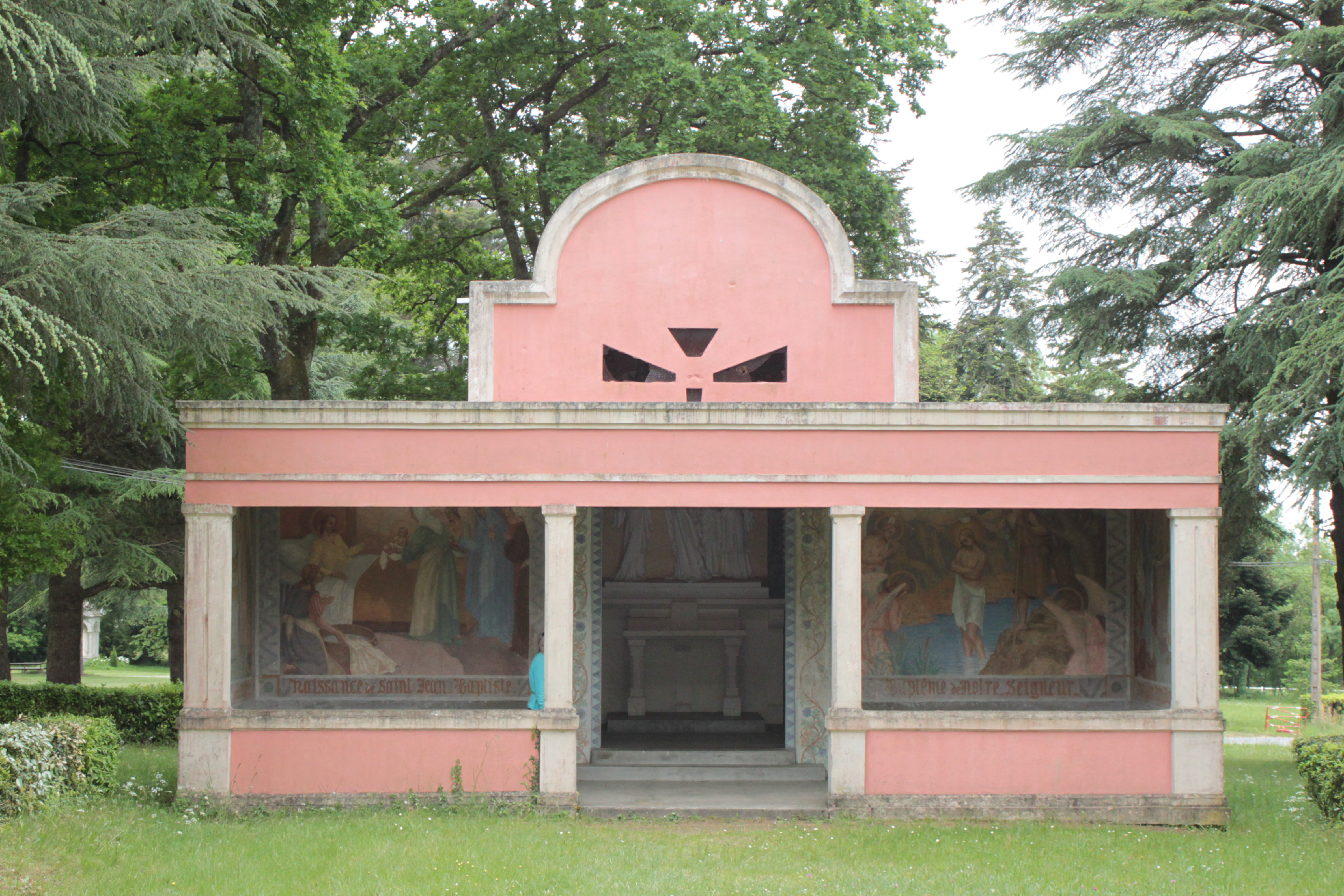
Temple de la Nouvelle Visitation de Pontchâteau.
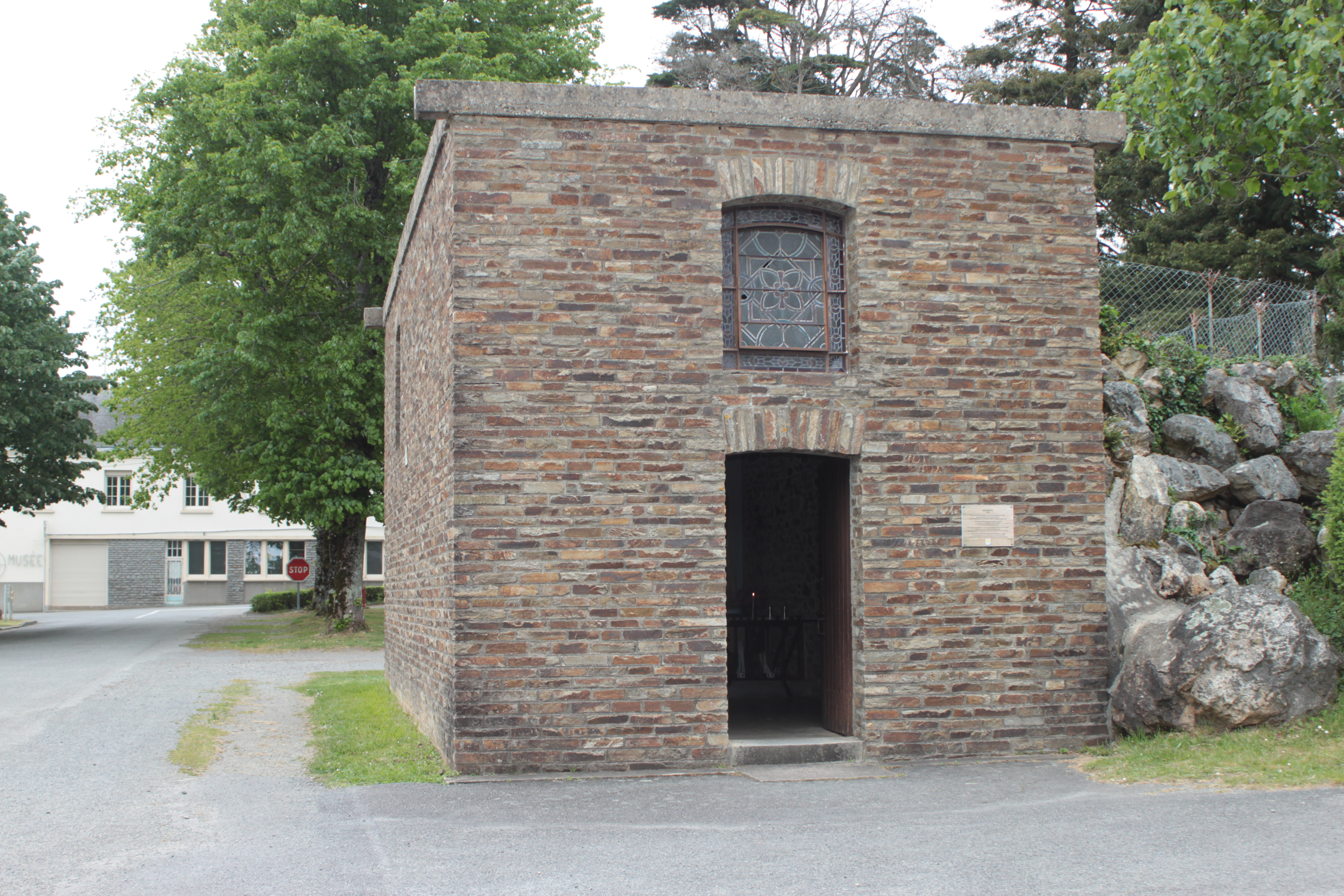
Temple de Nazareth de Pontchâteau.
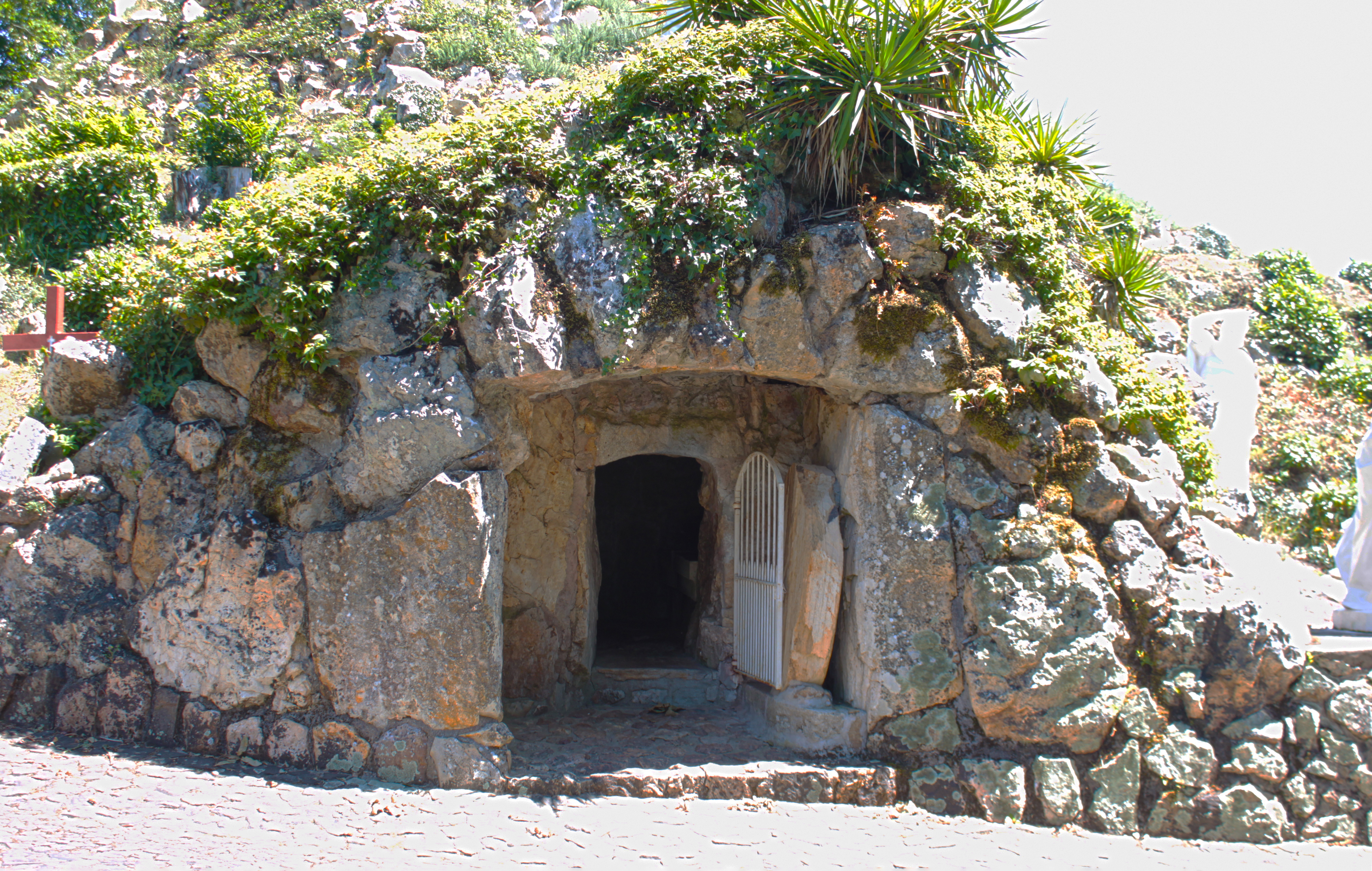
Grotte de la Nativité.
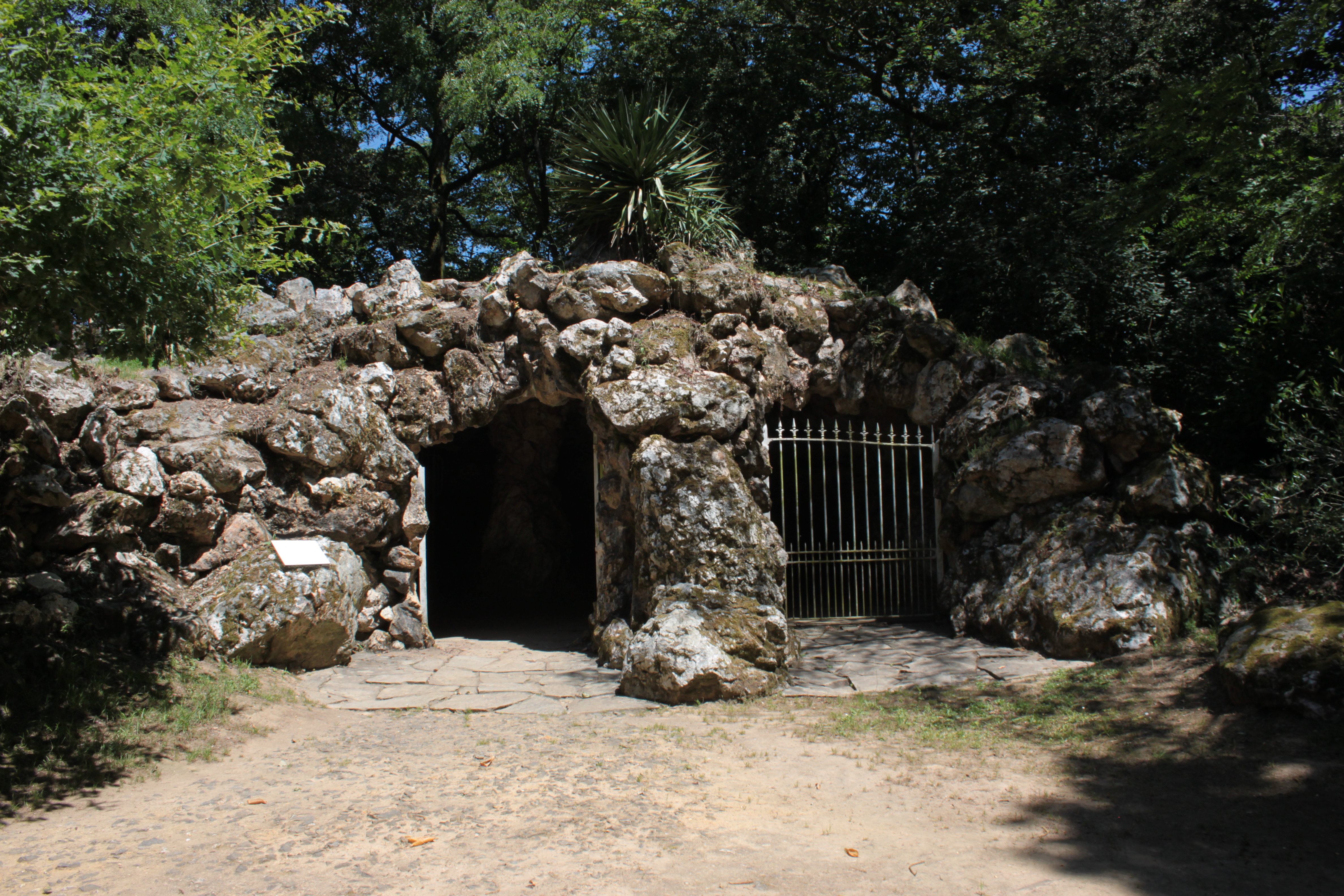
Grotte de l'Agonie (1890), Gethsémani.
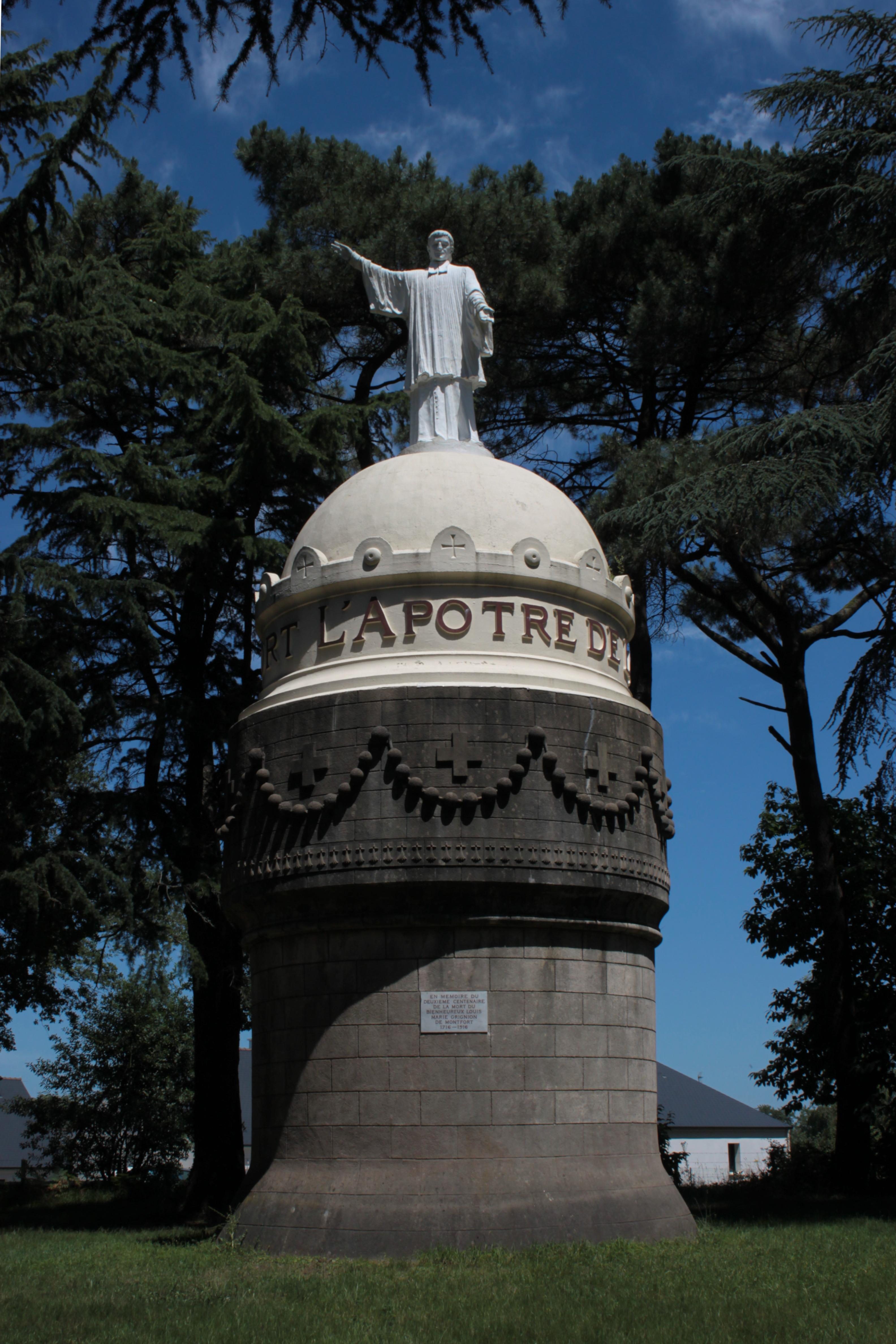
Moulin de Montfort.
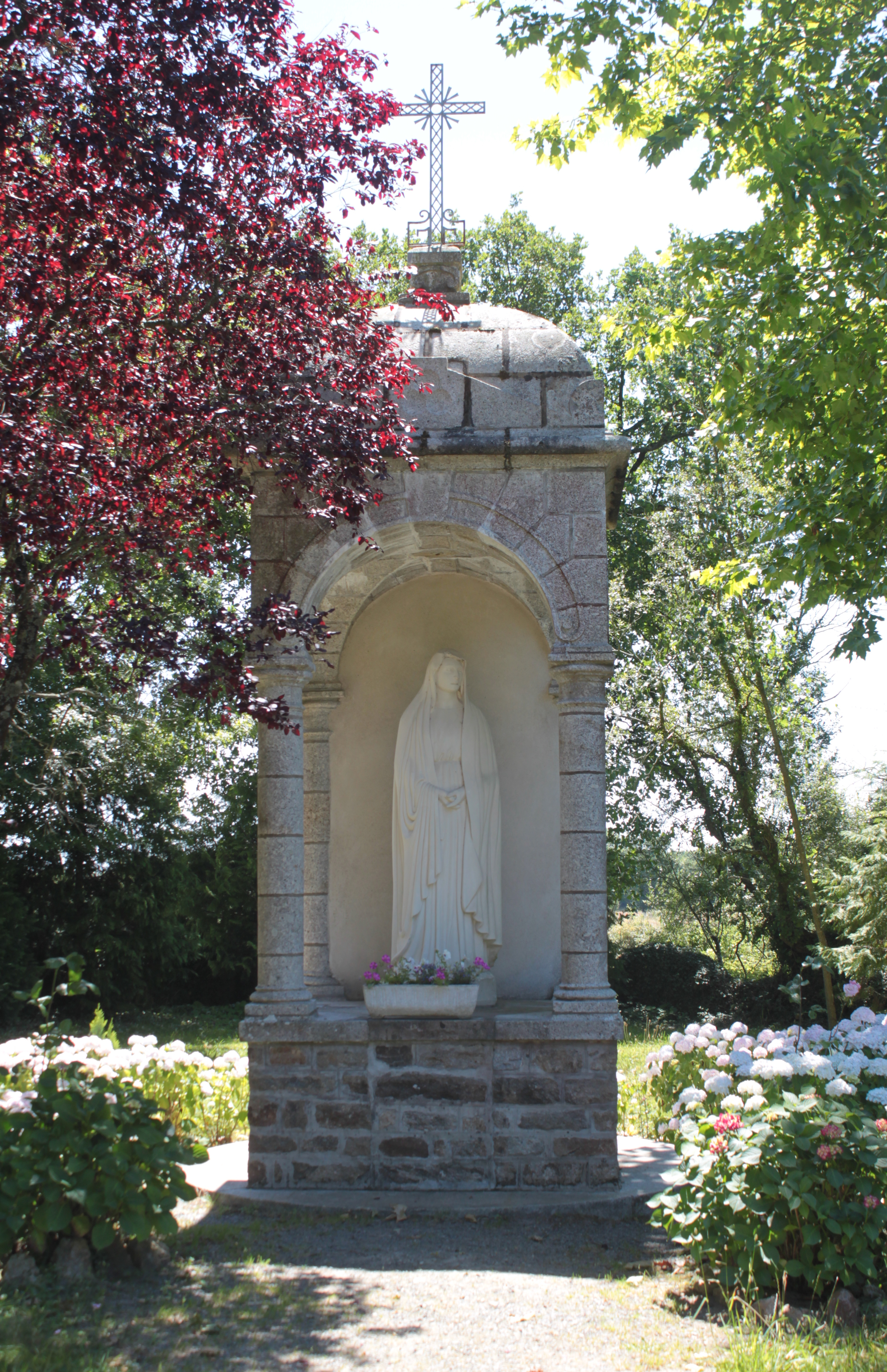
Notre-Dame-de-la-Compassion.
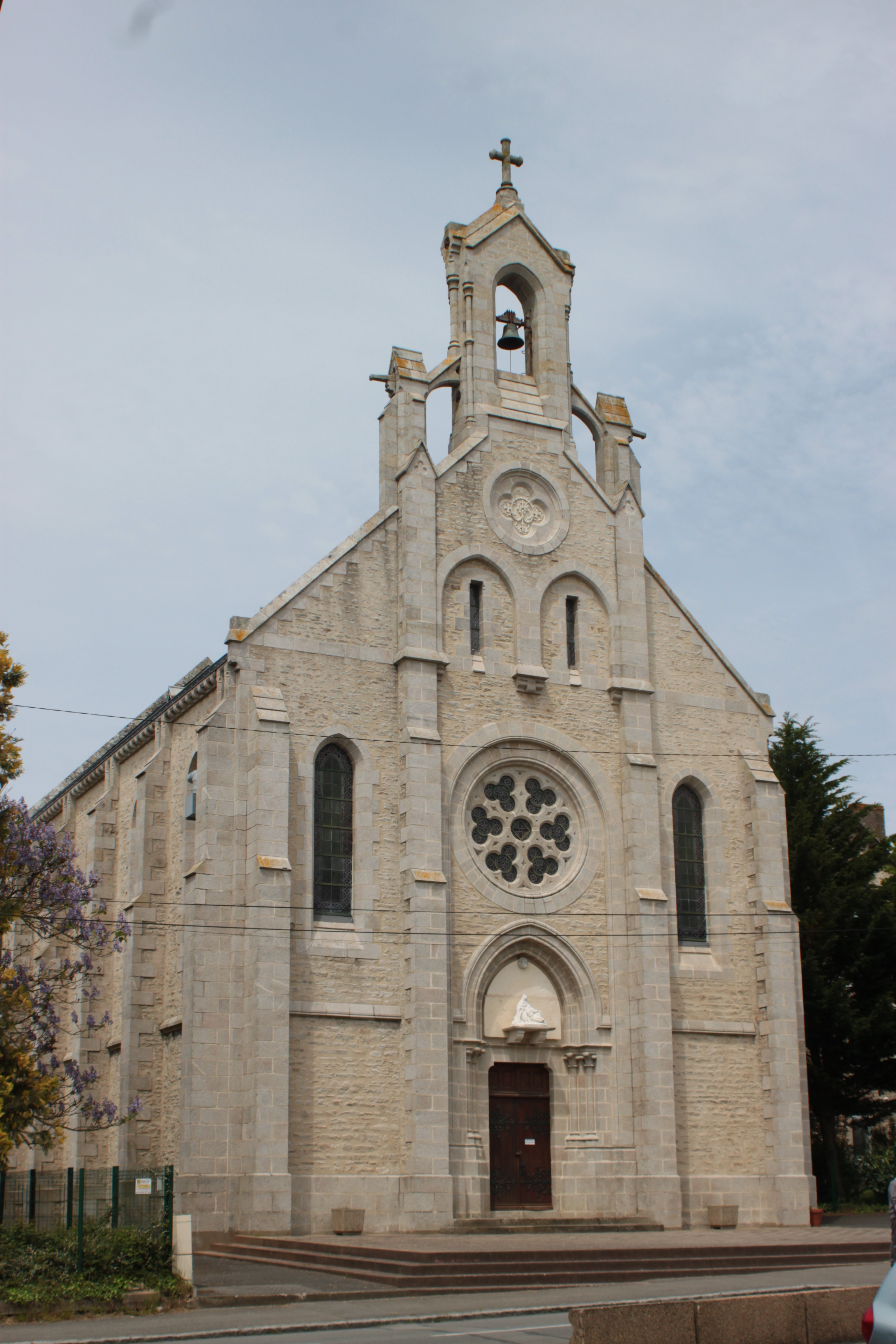
Chapelle Notre-Dame du Rosaire de Pontchâteau.
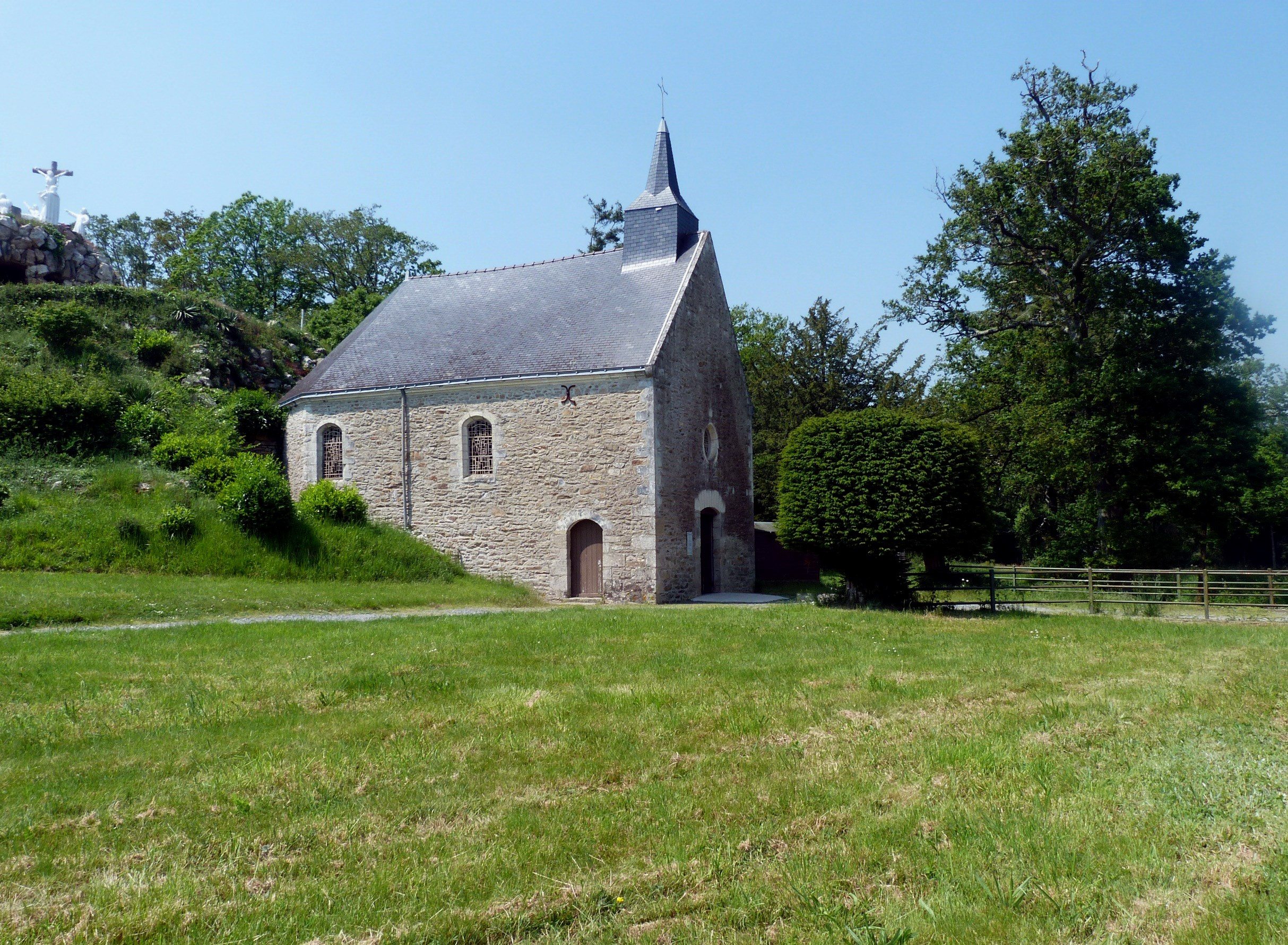
Vieille chapelle.